# Генрих Плоцке
Генрих Плоцке (нем. Heinrich Plotzke или нем. Heinrich von Plotzke, убит 27 июля 1320 года, Медники, Жемайтия) — рыцарь Тевтонского ордена, ландмейстер Тевтонского ордена в Пруссии с 1307 по 1309 годах, великий комтур ордена с сентября 1309 по 3 августа 1312 года, маршал ордена в 1312—1320 годах.
Генрих фон Плоцке происходил из селения Плёцкау в Саксонии, из семьи министериалов дома маркграфов Бранденбургских.
Вступил в Тевтонский орден примерно в 1286 году. В баллее Тюрингия занимал должность комтура в Альтенбурге с 1286 года, с 1287 — комтура в Халле. Прибыл в Пруссию около 1300 года. С 1304 года известен по источникам как исполняющий обязанности комтура в орденском замке Бальга. В 1306 году избран на должность ландмейстра. По прибытии в 1309 году в Пруссию великого магистра Зигфрида фон Фейхтвангена необходимость в дублирующей должности ландмейстера Пруссии отпала и была упразднена. Фон Плоцке стал великим комтуром ордена, что по существу поднимало его прежний статус, так как он стал по сути заместителем великого магистра во всех делах.

## Битва при Воплавках
Впервые свой полководческий талант Генрих фон Плоцке проявил в битве при Воплавках. 23 февраля 1311 года армия Великого княжества Литовского под командованием князя Витеня численностью 4000 человек опустошили и разграбили сначала Натангию а затем Самбию. С большой добычей и 500-ми пленниками Витень возвращался назад. Начавшим его преследование рыцарям Тевтонского ордена догнать противника не удалось. Отряд Фридриха фон Лихтенберга опустошил землю Паграуде. Отряд Отто фон Бергау подошёл к окрестностям Гродно и разграбил их. Узнав о разграблении Пограуде и окрестностей Гроднено, Витень, который в благодарность за удачный поход приносил жертвы языческим божествам, пришёл в ярость, снова собрал армию и повторно выступил в земли Тевтонского ордена. 3 апреля 1311 года Витень во главе 4000 человек ворвался в Вармию. Здесь воины Витеня смогли захватить большую добычу и взяли в плен 1200 человек. После опустошения Вармии Витень возвращался назад через Барту. 6 апреля его войска стали лагерем в поле возле деревни Воплавки.Генриху фон Плоцке удалось собрать армию численностью около 2500 человек, с которой утром 7 апреля 1311 года он подошёл к лагерю Витеня. В завязавшейся битве Витень был наголову разбит армией Тевтонского ордена.

## Поход на Сальсеникку
В 1311 году Генрих вон Плоцке, собрав значительную армию, которая включала 150 братьев Ордена, предпринял поход на Гродно.
По дороге они захватили нескольких шпионов князя Витеня. От них была получена информация, что в земле Сальсеникка никто не ждёт нападения, а на левом берегу Немана 500 егерей Витеня ставят сети для охоты. Тогда отряд Генриха фон Плоцке повернул на север, где, убив егерей, 11 апреля переправился через Неман.
12 братьев Ордена с 2 тысячами человек остались на берегу Немана для охраны кораблей и продовольствия. Остальная армия опустошила окрестности сожгли 3 замка и уже на следующий день, 12 апреля, с добычей и пленными безнаказанно возвратились в земли Ордена.

## Усиление обороноспособности государства Тевтонского ордена
В апреле 1313 года Генрих фон Плоцке руководил постройкой замка Христмемель.
В этот же год он предпринял поход против замка Бисена, который захватить не удалось. Затем Генрих фон Плоцке был назначен на должность великого маршала Ордена. После своего назначения он ещё раз организовал экспедицию на Бисену. Армия Генриха фон Плоцке сожгла предместья замка. однако, крепость захватить не сумела.
1314 год Генрих фон Плоцке начал двумя походами в Жемайтию. В первой экспедиции нападению подверглись Медники, во второй — замок Сисдитен. В обоих случаях были сожжены предместья, но сами замки захвачены не были.

## Крестовый поход на Новогрудок
Основная статья: Осада Новогрудка (1314)
В 1314 году был организован большой поход на Новогрудок. Пройдя около 500 километров и оставив по дороге 2 склада с провиантом, войска крестоносцев атаковали Новогрудок и сожгли город. Замок взять не удалось. На обратном пути Генрих фон Плоцке обнаружил, что склады, оставленные им были разграблены отрядом Давида Городенского. С большими потерями от голода Генриху фон Плоцке и остаткам его армии удалось добраться домой.

## Походы на Литву в 1315—1316 годах
В 1315—1316 года Генрих фон Плоцке нанес несколько серьёзных ударов по литовской обороне на Немане. Были захвачены и уничтожены предместья Велюоны, разграблена Паштувская земля, взят и уничтожен замок Бисене. Фон Плоцке совершил несколько походов на землю Мядининкай, сжег передовые укрепления замка Гедимина в Пауграде. Тем не менее, прорвать литовскую оборону у него не вышло.

## Битва под Медниками
Командовал войском ордена в битве под Медниками, состоявшейся 27 июля 1320 года. Войско ордена состояло из 40 рыцарей, гарнизона замка Мемель и покорённых пруссов. Войско напало на Медининкские земли и часть крестоносцев отправилась грабить окрестности. В это время жемайты неожиданно ударили по главным силам врага. Погиб маршал, 29 рыцарей, много пруссов. Орден не нападал на Медининкские земли вплоть до заключения перемирий с Гедимином в 1324—1328.